# Ледник Абая (хребет Джунгарский Алатау)
Ледни́к Аба́я (каз. Абай мұздығы) — ледник, находящийся на северном склоне хребта Джунгарский Алатау, в бассейне реки Баскан, в верховьях реки Уток. Назван в честь Абая Кунанбаева.

## Характеристика
Длина 7,5 км (вместе с мореной — 8,5 км). Площадь 10,2 км². Средняя мощность 100 м. Согласно данным 2004 года, за предыдущие 25 лет площадь ледника сократилась на 3 км². Поверхность неровная, трещиноватая. Фирновая линия проходит на высоте 3720 м. Верхний конец ледника на высоте 4511 м, нижний — 3060 м.

## История
В 1913 году М. Ф. Войшвилло впервые дал краткую научную характеристику ледника. С 1947 года исследованием ледника занимается Институт географии.